# Rio Zarafexã
O rio Zarafexã, Zeravshan, Zeravexã ou Zarafexom (em usbeque: Zarafshon / Зарафшон; em russo: Зарафшан; em persa: زر افشان; romaniz.: zar afshān) é um rio do Tajiquistão e Uzbequistão, na Ásia Central. Para os antigos gregos era conhecido como Politímeto (Polytimetus). Já foi conhecido como rio de Sogdiana. Tem um comprimento de 8778 km e uma bacia de 17.700 km2
A sua nascente (39° 30′ N, 70° 35′ L) situa-se nas escarpas do Pamir no Tajiquistão, de onde flui por cerca de 300 km, passando por Panjaquente antes de entrar no Uzbequistão 39° 32′ N, 67° 27′ L, onde desvia do oeste para nordeste e passa pela lendária cidade de Samarcanda, a qual depende totalmente do oásis ali criado. Depois curva mais um vez para o noroeste de Navoi, depois a sudoeste, passando Bucara, antes de se perder no deserto além da cidade de Caracul, não chegando até ao Amu Dária do qual já foi um afluente.